# Hồng Hồ
Hồng Hồ (chữ Hán giản thể: 洪湖市, Hán Việt: Hồng Hồ thị) là một thành phố cấp huyện thuộc địa cấp thị Kinh Châu, tỉnh Hồ Bắc, Cộng hòa Nhân dân Trung Hoa. Thành phố này có diện tích km², dân số người. Thành phố được chia thành các đơn vị hành chính gồm nhai đạo, trấn và hương.. Hồng Hồ nằm ở bờ bắc sông Dương Tử, phía tây của Vũ Hán. Dân số năm 2000 của Hồng Hồ khoảng 335.618 người. Tên thành phố này được đặt theo tên hồ Hồng gần đó. Vào ngày 5/5 âm lịch hàng năm, ở hồ Hồng diễn ra festival thuyền rồng. Khu vực này có vai trò quan trọng trong lịch sử Đảng Cộng sản Trung Quốc thời kỳ nội chiến Trung Quốc. Căn cứ địa cách mạng của Đảng Cộng sản Trung Quốc đã tồn tại ở đây cho đến năm 1934 khi đảng này bị các lực lượng liên minh của Tưởng Giới Thạch và các quân phiệt phối hợp đánh bại.